# 東京多摩ルチャス
シアタープロレス東京多摩ルチャス（シアタープロレスとうきょうたまルチャス）は、かつて東京都を中心に活動していたプロレス団体。運営はG-TALENT。

## 歴史
- 2011年1月、アモン・ザ・カネックが府中プロレス・ルチャ中河原を設立。
- 7月31日、府中わかば幼稚園で旗揚げ戦を開催。
- 2012年1月、団体名を東京多摩ルチャスに改称。
- 2013年3月11日、日本列島プロレス連盟の発足に参加[1]。
- 2014年4月1日、アモンがシアタープロレス花鳥風月を運営しているG-TALENTと契約したことが発表されて団体名をシアタープロレス東京多摩ルチャスに改称。
- 2016年3月、アモンがプロフェッショナルレスリング・ワラビーに移籍したため事実上解散状態となる。

## 所属選手
- 勇者アモン